# 16 novembre 1966
Le mercredi 16 novembre 1966 est le 320e jour de l'année 1966.

## Naissances
- Lisa Brown-Miller, joueuse de hockey sur glace américaine
- Michelle Nunn, femme politique américaine
- Dave Kushner, guitariste américain
- Joey Cape, chanteur, compositeur, guitariste et producteur américain
- Tim Scott, joueur de baseball américain
- Edmond Haxhinasto, homme politique albanais
- Jonas Åkerlund, réalisateur de vidéoclips musicaux et de films suédois
- Eun-Ja Kang, femme de lettres française d'origine coréenne
- Christian Lorenz, musicien allemand
- Sergueï Sergueïev, joueur de rugby à XV russe
- Nikolaï Lebedev, réalisateur et scénariste russe

## Décès
- Alfred Neuland (né le 10 octobre 1895), haltérophile estonien, champion olympique en 1920

## Autres événements
- Sortie française du film Le Rideau déchiré
- Sortie de l'album Down to Earth de Stevie Wonder
- Equateur : fin de l'intérim de Clemente Yerovi au poste de président remplacé par Otto Arosemena